# Monti Kyllachskij
I monti Kyllachskij  (in russo Кыллахский хребет?; in lingua sacha: Кыыллаах) sono una catena montuosa della Siberia Orientale. Si trovano nella Sacha (Jacuzia), in Russia.

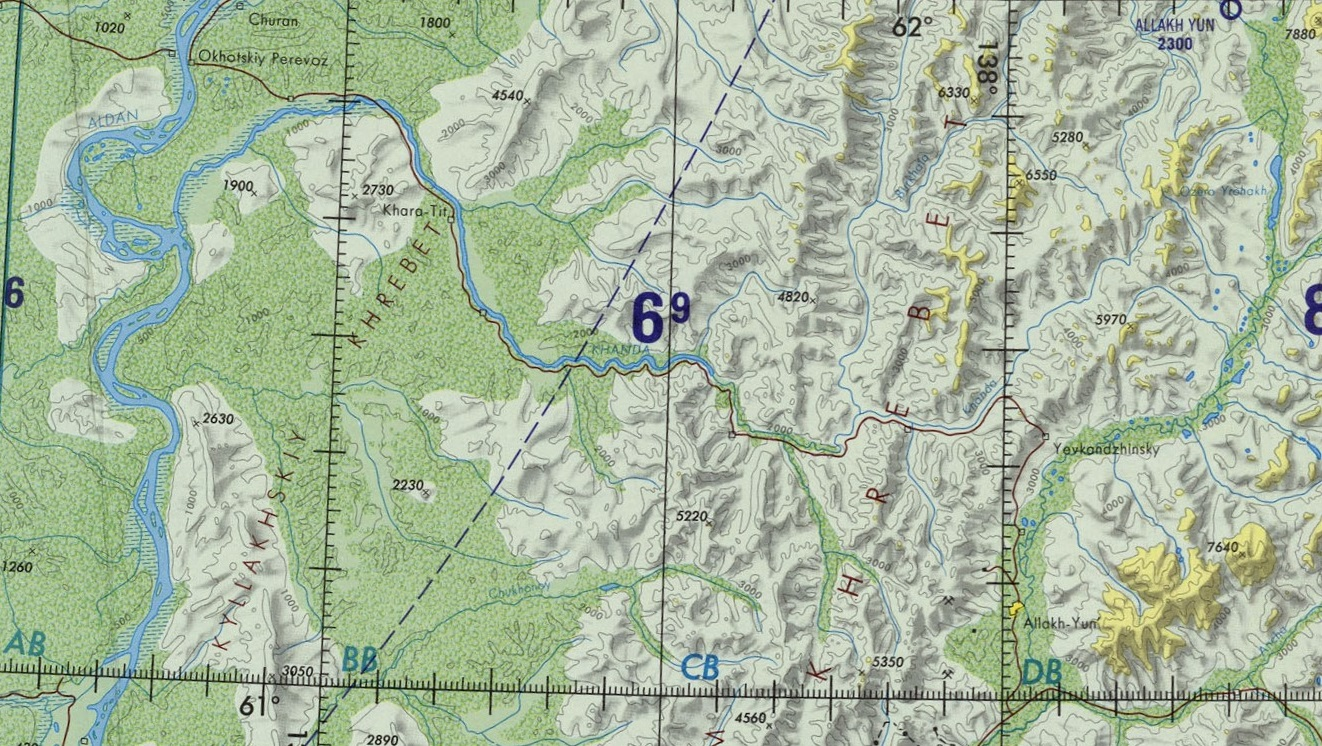

## Geografia
I Kyllachskij sono la più piccola delle catene che fanno parte del prolungamento meridionale del sistema dei Verchojansk. Si allungano in direzione nord-sud per circa 100 km lungo la riva destra del fiume Aldan, a sud-ovest degli Ulachan-Bom, una delle tre catene parallele più lunghe del gruppo orientale. Sono delimitati a nord dal fiume Chanda e a sud dal fiume Allach-Jun'. Il punto più alto è un picco senza nome di 901 m.